# حوزه انتخابیه زابل، زهک، هیرمند، نیمروز و هامون
حوزهٔ انتخاباتی زابل ، زهک ، نیمروز ، هامون و هیرمند یکی از ۶ حوزه از حوزه‌های استان سیستان و بلوچستان برای انتخابات مجلس شورای اسلامی است. این حوزه به مرکزیت زابل، ۲ نماینده دارد.

## نمایندهدوره دهم
حبیب‌الله دهمرده و احمدعلی کیخا

## پی‌نوشت و منبع
- «جدول حوزه‌های انتخابیه در انتخابات دهمین دورهٔ مجلس شورای اسلامی» (PDF). مرکز پژوهش و سنجش افکار صدا و سیما. بایگانی‌شده از اصلی (PDF) در ۵ اكتبر ۲۰۱۸. دریافت‌شده در ۱۴ ژوئیه ۲۰۱۶. تاریخ وارد شده در |archive-date= را بررسی کنید (کمک)